# Șelimbăr
Șelimbăr (Duits: Schellenberg; Hongaars: Sellenberk) is een plaats in het district Sibiu, in Centraal Roemenië. Het dorp ligt nabij de stad Sibiu. 
Op 18 oktober 1599, won Michaël de Dappere (Mihai Viteazul) hier een heel belangrijke slag tegen de Transsylvaniërs die de leider Andreas Báthory hadden, in de slag bij Șelimbăr,  waardoor Michaël controle kreeg over Transsylvanië.